# Jura Elektroapparate
Die Jura Elektroapparate AG ist ein Schweizer Produzent von Kaffeevollautomaten. Historisch war das Unternehmen auch bekannt als Hersteller anderer Haushalts- und Elektrogeräte.

## Geschichte
Die Firma wurde 1931 von dem Mechaniker Leo Henzirohs-Studer (1902–1984) gegründet. Benannt wurde Jura nach dem Sitz der ersten Fabrik am Jurasüdfuss. 

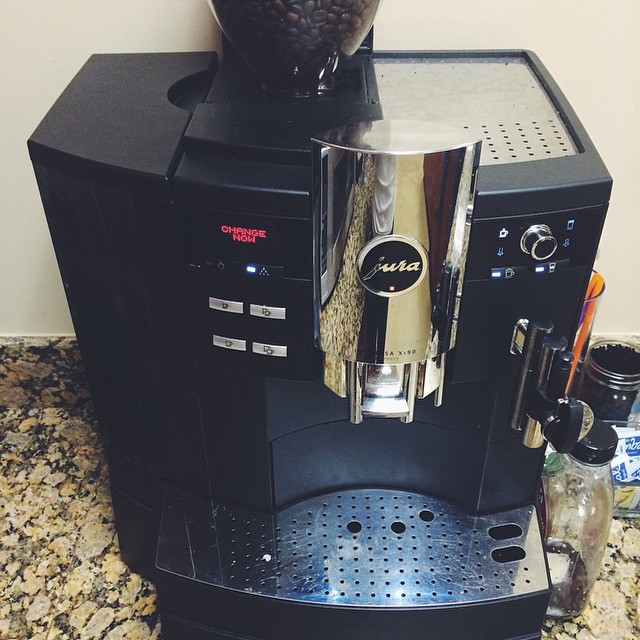
Jura Kaffeevollautomat

Jura ist heute für ihre Kaffeevollautomaten bekannt. Dieser Schwerpunkt entstand Mitte der 1980er Jahre und hat die Produktion anderer Haushaltsgeräte inzwischen völlig abgelöst. Besonders in der Schweiz war Jura lange Zeit auch für andere Produkte bekannt, insbesondere Bügeleisen, Toaster und Brezeleisen. Ende 2008 hat Jura den Vertrieb seines Bügelsortiments eingestellt. Brezeleisen wurden noch bis 2017 produziert.
Die Kaffeevollautomaten werden weltweit vertrieben. In Deutschland (Nürnberg, Vertrieb und Zentrale; Grainau, Gastro; Singen, Zentralservice), Österreich, den Niederlanden, Schweden, Frankreich, Spanien, Polen, dem Vereinigten Königreich, Südafrika, den USA, China und Australien ist Jura mit eigenen Vertriebsgesellschaften oder Joint Ventures vertreten. Ein solches besteht auch für den Vertrieb in Ost- und Mitteleuropa (Jura Central Eastern Europe). Der Marktaufbau in den übrigen Ländern erfolgt in enger Zusammenarbeit mit Distributoren vor Ort.
Die Ausstellung im Besucherzentrum führt die Besucher durch die Geschichte des Kaffees, begonnen bei den Legenden um die Entdeckung des Kaffees, bis hin zur Verbreitung des Kaffees in Europa. Der Durchgang endet seit Oktober 2020 mit dem für die Ausstellung hergestellten «vierdimensionalen» Animationsfilmerlebnis «Rubia Coffee Ride».

## Sport-Sponsoring
Mit der Eröffnung der «JURAworld of Coffee» am Hauptsitz zum 75. Unternehmensjubiläum 2006 ging Jura eine Partnerschaft mit dem Schweizer Tennisspieler Roger Federer ein. Dieser trägt als sogenannter «Botschafter» von Jura dazu bei, die Marke weltweit bekannter zu machen. Zuletzt wurde der Vertrag 2019 für fünf Jahre verlängert. Bei der «JURAworld of Coffee» handelt es sich um das Besucherzentrum des Unternehmens.